# Сосновський Іван Олексійович
Іван Олексійович Сосновський  (6 червня 1905, Катав-Івановський завод, тепер місто Катав-Івановськ Челябінської області, Російська Федерація — 19 лютого 1953, місто Київ) — радянський партійний діяч, секретар Одеського та Запорізького обласних комітетів КП(б)У, секретар Красноярського крайкому ВКП(б). Кандидат філософських наук (1947).

## Біографія
Народився в бідній селянській родині. Трудову діяльність розпочав у тринадцятирічному віці чорноробом на лісозаготівельній дільниці Аша-Балашовського заводу на Уралі. У 1918 році вступив до комсомольської організації.
Член РКП(б) з 1920 року.
У 1926 році закінчив робітничий факультет у місті Уфа Башкирської АРСР.
З вересня 1927 року служив у Червоній армії.
У 1930—1933 роках — студент Інституту червоної професури в Москві.
З 1933 року перебував на відповідальній партійній роботі в районах Київської області.
З грудня 1938 року — завідувач відділу пропаганди газети «Советская Украина».
До грудня 1939 року — інструктор ЦК КП(б)У, член лекторської групи ЦК КП(б)У. 
З грудня 1939 по січень 1941 року — завідувач сектору усної і друкованої пропаганди відділу пропаганди і агітації ЦК КП(б)У.
8 лютого — жовтень 1941 року — в.о. секретаря Одеського обласного комітету КП(б)У з пропаганди і агітації. Учасник оборони Одеси від румунсько-німецьких військ у 1941 році.
У 1941—1943 роках — лектор ЦК ВКП(б).
У 1943—1944 роках — секретар Красноярського крайового комітету ВКП(б) з пропаганди і агітації.
У квітні 1944 — січні 1946 року — секретар Одеського обласного комітету КП(б)У з пропаганди і агітації.
У січні (затв. у квітні) 1946 — травні 1948 року — секретар Запорізького обласного комітету КП(б)У з пропаганди і агітації.
З травня по листопад 1948 року — заступник начальника Управління агітації та пропаганди ЦК КП(б)У. З листопада 1948 по травень 1950 року — заступник завідувача відділу агітації та пропаганди ЦК КП(б)У.
З травня 1950 до 19 лютого 1953 року — завідувач кафедри діалектичного і історичного матеріалізму республіканської трирічної Вищої партійної школи при ЦК КП(б)У в Києві.
Помер 19 лютого 1953 року після важкої хвороби.

## Звання
- підполковник запасу

## Нагороди
- орден Трудового Червоного Прапора (23.01.1948)
- медаль «За оборону Одеси»
- медаль «За оборону Кавказу»
- медаль «За перемогу над Німеччиною у Великій Вітчизняній війні 1941—1945 рр.» (1945)
- медаль